# Oncocnemis penthina
Oncocnemis penthina là một loài bướm đêm trong họ Noctuidae.